# Quinto Aurelio Simmaco
Quinto Aurelio Simmaco (in latino: Quintus Aurelius Symmăchus; Roma, 340 circa – 402 o 403) è stato un oratore, politico e scrittore romano.
È considerato il più importante oratore in lingua latina della sua epoca, paragonato dai contemporanei a Cicerone; la sua famosa relazione sulla controversia riguardante l'altare della Vittoria fu però fallimentare, e il suo coinvolgimento con un usurpatore insieme alla sua opposizione all'imperatore cristiano Teodosio I lo obbligarono ad allontanarsi dalla vita politica. Negli ultimi anni della sua vita si dedicò alla filologia, e tra il 365 e il 402 fu al centro di una corposa rete di scambi epistolari, che permettono di formare un ritratto insolitamente ricco della classe dirigente romana dell'epoca e di un personaggio non-cristiano della fine del IV secolo.

## Biografia

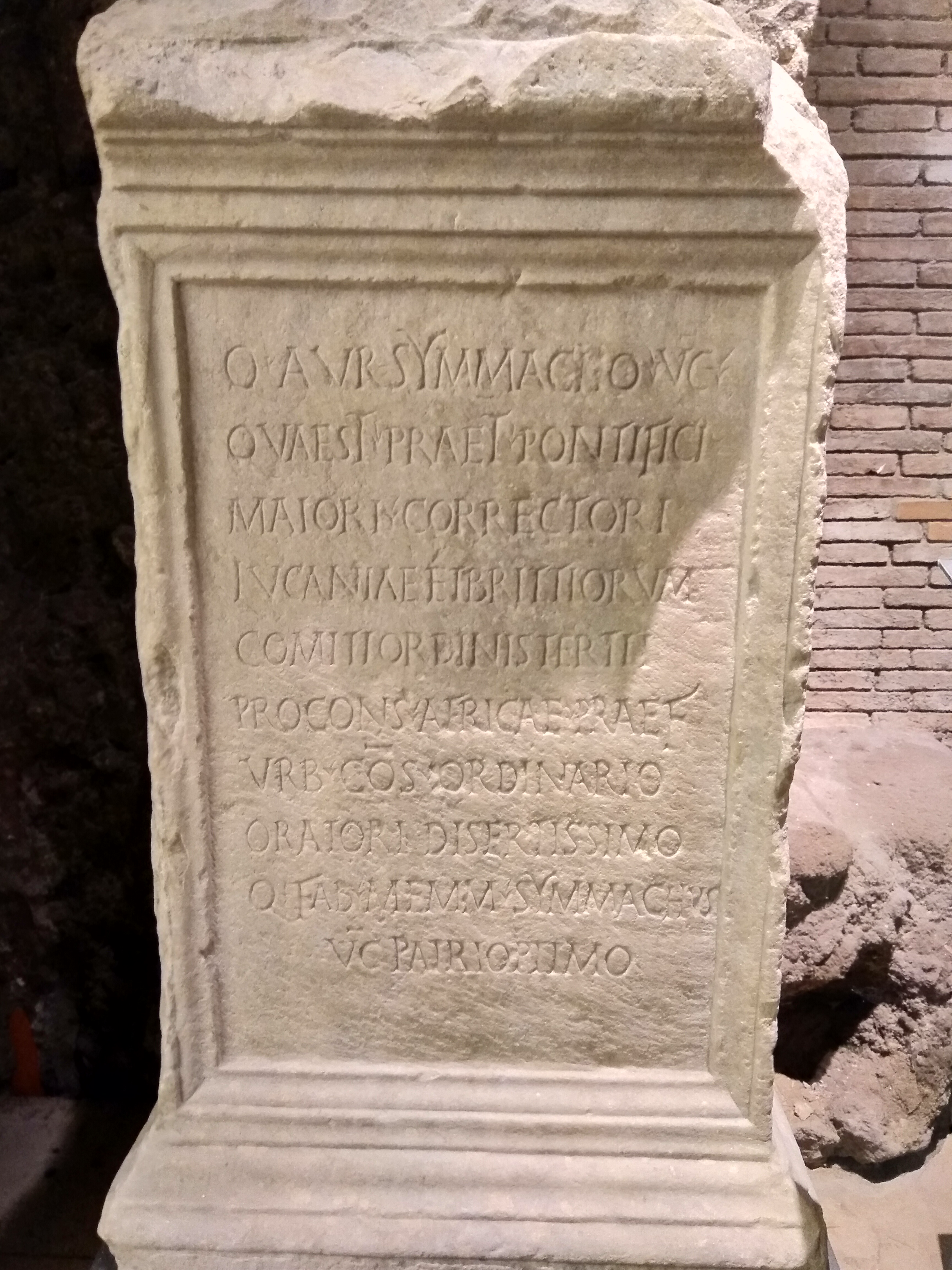
Base della statua eretta da Quinto Fabio Memmio Simmaco al proprio padre, Quinto Aurelio Simmaco. L'iscrizione elenca la carriera e le magistrature religiose di Simmaco.

Simmaco apparteneva ad una nobile famiglia romana di rango senatoriale, che aveva raggiunto la prominenza sotto Costantino I. Il padre era Lucio Aurelio Avianio Simmaco, praefectus urbi di Roma nel 364-365 e console designato per il 377 (ruolo che però non ricoprì). La famiglia dei Symmachi aveva rapporti stretti con i Nicomachi, altra famiglia nobile ed influente; Simmaco strinse un rapporto d'amicizia con Virio Nicomaco Flaviano.
Sposò, non oltre il 371, Rusticiana, da cui ebbe Quinto Fabio Memmio Simmaco; la figlia, invece, sposò nel 393 l'omonimo figlio di Flaviano, e in questa occasione fu probabilmente prodotto il dittico dei Simmachi e dei Nicomachi. Il suo bisnipote fu Quinto Aurelio Memmio Simmaco, autore di una Storia romana andata perduta e padre adottivo del filosofo Boezio. Tra i suoi discendenti, dopo l'unione con la gens Anicia, vi fu anche papa Gregorio I.
La famiglia dei Symmachi era molto potente e ricca; tra i suoi possedimenti erano tre dimore a Roma e una a Capua e quindici ville suburbane, tre delle quali a Roma. Fu educato in Gallia e fu amico di Decimo Magno Ausonio, oltre ad essere un buon conoscitore della letteratura greca e della letteratura latina. Nel suo cursus honorum ricoprì importanti cariche tra cui: questore, pretore, pontefice maggiore, Corrector di Lucania et Bruttii, comes del terzo ordine proconsole d'Africa nel 373, praefectus urbi dal 383 al 385, fino a diventare console nel 391.
In qualità di prefetto dell'urbe scrisse molti rapporti, o relationes, il più conosciuto dei quali è quello rivolto all'imperatore Valentiniano II nel 384 in cui si schiera a favore del mantenimento della antica Religione romana nelle cerimonie ufficiali dello Stato. L'occasione fu data dalla polemica sorta in occasione della rimozione dell'altare della Vittoria dalla curia del Senato romano, voluta dai senatori cristiani. I senatori pagani rendevano infatti ad essa omaggio, considerandola come simbolo della romanità e della sovranità dello stato, più che come divinità. I senatori cristiani, offesi da questo comportamento, ottennero nel 382 dall'imperatore Graziano la sua rimozione, anche grazie all'intervento del vescovo Ambrogio di Milano. Morto Graziano, il senato di Roma inviò a Milano una delegazione al suo successore Teodosio. In questo contesto si sviluppò la polemica tra Simmaco e Ambrogio: Ambrogio, convinto assertore della superiorità del Cristianesimo su ogni altra religione, riteneva che solo il Dio dei cristiani fosse il vero Dio ipse enim solus verus est deus: da tale posizione discendeva l'illegittimità di qualsiasi forma di culto o religione che non fosse quella cristiana. Teodosio diede ragione ad Ambrogio e l'ara della Vittoria non venne ripristinata nella curia.

## Opere
Delle sue opere sono pervenuti:
- l'epistolario, in dieci libri, il primo contenente lettere ufficiali e gli altri nove lettere private;
- tre panegirici rivolti agli imperatori Valentiniano I e a suo figlio Graziano;
- cinque orazioni;
- 49 relationes.

Nelle orazioni appare come difensore della tradizione e del mos maiorum. Simmaco, inoltre, si fece portatore di una concezione ispirata al pluralismo e alla tolleranza religiosa che egli riassunse nelle parole:
(Quinto Aurelio Simmaco, Relatio de ara Victoriae)

### Studi recenti

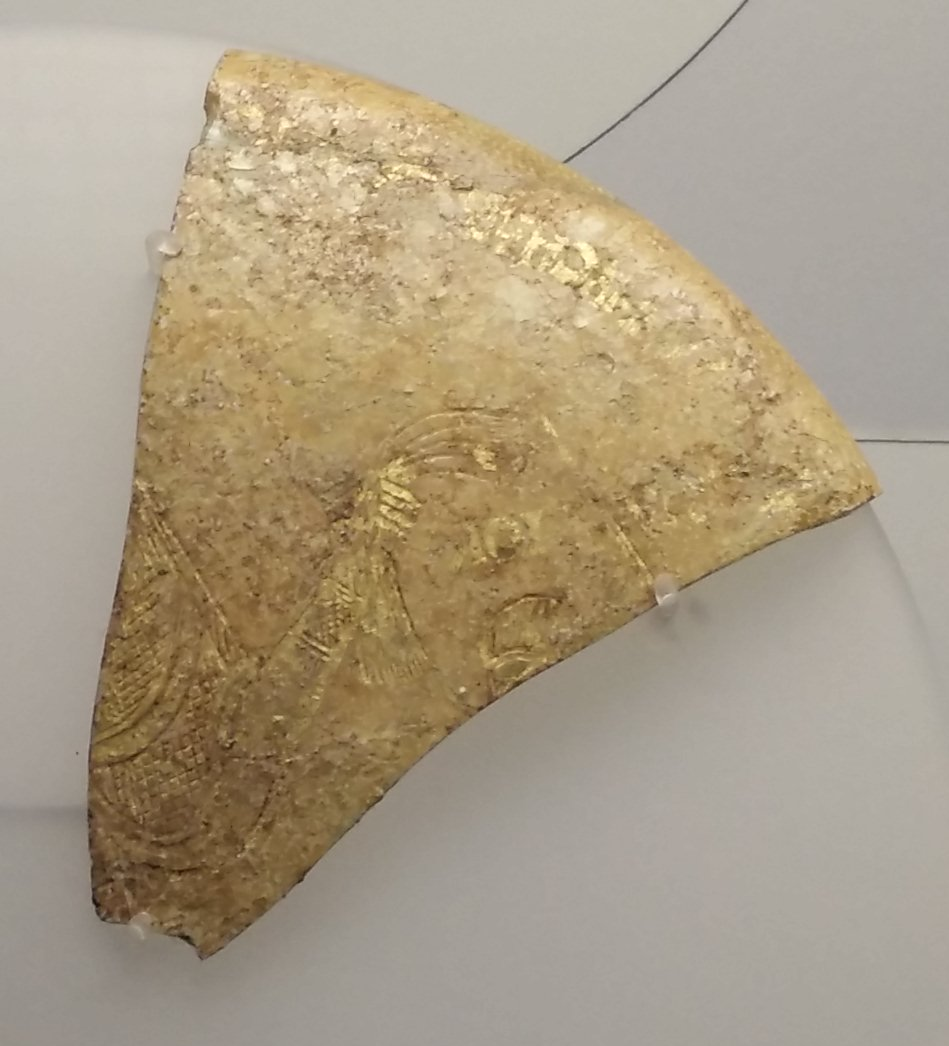
Frammento di piatto di vetro decorato a foglia d'oro e raffigurante Quinto Aurelio Simmaco che regge la mappa nell'atto di dare il via ai giochi; al suo fianco Quinto Fabio Memmio Simmaco iunior.

- Marco Baistrocchi (1997). La Vittoria e i suoi nemici. Politica Romana 4: pp. 70–117
- Herbert Bloch, La rinascita pagana in Occidente alla fine del secolo IV in Arnaldo Momigliano (a cura di), Il conflitto tra paganesimo e cristianesimo nel secolo IV, Torino, Einaudi, 1975.
- Fabrizio Canfora, Simmaco e Ambrogio, o Di un'antica controversia sulla tolleranza e sull'intolleranza, Bari, Adriatica, 1970; II ed., come Simmaco - Ambrogio: L'altare della Vittoria, Palermo, Sellerio editore, 1991.
- Lellia Cracco Ruggini, Il paganesimo romano tra religione e politica (384-394 d.C.): per una reinterpretazione del 'Carmen contra paganos' in Atti della Accademia Nazionale dei Lincei, Memorie, Classe di Scienze morali, storiche e filosofiche, S. VIII, vol. XXIII, f. 1, 1979.
- Michele Dattoli, L'aula del Senato romano e la chiesa di S. Adriano, Roma, Maglione & Strini, 1921.
- Renato Del Ponte, La religione dei Romani, Milano, Rusconi, 1992.
- Renato Del Ponte (2007). Una questione antica e sempre attuale: 'tolleranza' e libertà religiosa da Simmaco ad oggi, la validità dell'esempio romano. Arthos, n.s. 11 (15): pp. 117–123.
- Santo Mazzarino, Il basso impero. Antico, tardoantico ed era costantiniana, vol. I, Bari, Dedalo, 1974.
- Sergio Roda, Commento storico al libro IX dell'epistolario di Q. Aurelio Simmaco, Pisa, Giardini, 1981.
- Giovanni V. Sannazzari (1986). Vica Pota. Studio preliminare sul culto della Vittoria in Roma antica. Arthos, prima serie, 15 (30): pp. 226–232.
- Otto Seeck, De Simmachi vita in Q. Aurelii Simmachi quae supersunt, cit. supra, pp. XXXIX-LXXIII.
- Domenico Vera, Commento storico alle 'Relationes' di Quinto Aurelio Simmaco, Pisa, Giardini, 1981.
- J.F.P.R. Tales, En defensa del altar de la Victoria, ISBN 9788417533489.

### Traduzioni italiane moderne
- Q. Aurelio Simmaco, Relazione sull'altare della Vittoria, traduzione, introduzione e note di Renato Del Ponte, Genova, Il Basilisco, 1987
- Q. Aurelio Simmaco, In difesa della tradizione, Genova, Arya, 2008, introduzione e note di Renato Del Ponte